# فرودگاه نیگاتا
فرودگاه نیگاتا (به انگلیسی: Niigata Airport) یک فرودگاه همگانی با کد یاتا KIJ است که یک باند فرود آسفالت بتن دارد و طول باند آن ۱۳۱۴ متر است. این فرودگاه در کشور ژاپن قرار دارد .

## شرکت‌های هواپیمایی و مقصدهای پروازی
The following destinations are served from Niigata:
| شرکت‌های هواپیمایی                       | مقصدهای پروازی                                    |
| --------------------------------------- | ------------------------------------------------- |
| آل نیپون ایرویز                         | اوساکا فصلی: ناها                                 |
| آل نیپون ایرویز اجرا توسط ANA Wings     | فوکوئوکا، چوبو سنترایر، اوساکا، نیو چیتوز، ناریتا |
| آل نیپون ایرویز اجرا توسط Ibex Airlines | اوساکا                                            |
| هواپیمایی شرقی چین                      | شانگهای پودنگ                                     |
| هواپیمایی جنوبی چین                     | هاربین تایپینگ                                    |
| فار ایسترن ایر ترنسپورت                 | تائویوان تایوان                                   |
| Fuji Dream Airlines                     | فوکوئوکا، صحرایی ناگویا                           |
| خطوط هوایی ژاپن اجرا توسط جی-ایر        | اوساکا، نیو چیتوز                                 |
| کورین ایر                               | اینچئون                                           |
| یاکوتیا ایرلاینز                        | فصلی: خاباروفسک ناوی، ولادی‌وستوک                  |